# Alhassane Bangoura
Alhassane Bangoura (ur. 30 marca 1992 w Konakry) – piłkarz gwinejski grający na pozycji napastnika. Od 2019 roku jest zawodnikiem klubu Vancouver Whitecaps FC.

## Kariera klubowa
Karierę piłkarską Bangoura rozpoczął w klubie CS Étoile de Guinée z Konakry. W 2009 roku zadebiutował w jego barwach w pierwszej lidze gwinejskiej. Grał w nim do 2010 roku.
W 2010 roku Bangoura podpisał kontrakt z hiszpańskim drugoligowcem Rayo Vallecano Madryt. W jego barwach zadebiutował 2 kwietnia 2011 w zremisowanym 2:2 wyjazdowym meczu z Realem Valladolid. Na koniec sezonu 2010/2011 awansował z Rayo Vallecano do Primera División.
| Sezon   | Klub                   | Kraj              | Rozgrywki            | Mecze | Bramki |
| ------- | ---------------------- | ----------------- | -------------------- | ----- | ------ |
| 2009    | CS Étoile de Guinée    | Gwinea            | Championnat National | ?     | ?      |
| 2010    | CS Étoile de Guinée    | Gwinea            | Championnat National | ?     | ?      |
| 2010/11 | Rayo Vallecano         | Hiszpania         | Segunda División     | 4     | 0      |
| 2011/12 | Rayo Vallecano         | Hiszpania         | Primera División     | 28    | 3      |
| 2012/13 | Rayo Vallecano         | Hiszpania         | Primera División     | 26    | 3      |
| 2013/14 | Rayo Vallecano         | Hiszpania         | Primera División     | 28    | 0      |
| 2014/15 | Rayo Vallecano         | Hiszpania         | Primera División     | 1     | 0      |
| 2014/15 | Granada CF             | Hiszpania         | Primera División     | 14    | 0      |
| 2015/16 | Rayo Vallecano         | Hiszpania         | Primera División     | 16    | 0      |
| 2015/16 | Stade de Reims         | Francja           | Ligue 1              | 10    | 1      |
| 2016/17 | Rayo Vallecano         | Hiszpania         | Segunda División     | 22    | 1      |
| 2017/18 | Rayo Vallecano         | Hiszpania         | Segunda División     | 9     | 0      |
| 2017/18 | UD Almería             | Hiszpania         | Segunda División     | 10    | 0      |
| 2018/19 | Vancouver Whitecaps FC | Stany Zjednoczone | Major League Soccer  | 12    | 1      |

## Kariera reprezentacyjna
W reprezentacji Gwinei Bangoura zadebiutował w 2011 roku. W 2012 roku został powołany do kadry na Puchar Narodów Afryki 2012.